# Dasypeltis confusa
Dasypeltis confusa — вид змій роду яйцева змія (Dasypeltis) родини полозових (Colubridae).

## Поширення
Цей вид зустрічається в Камеруні, Габоні, Гвінеї, Гвінея-Бісау та Сенегалі.

## Опис
Самці завдовжки 50 см, самиці — 75 см. Спина світло-коричневого кольору і має ряд темно-коричневих або чорних плям, розділених світлими ділянками. Нижня сторона тіла світло-бежева. Голова невелика і не дуже відрізняється від шиї. Морда округлена. Очі середнього розміру.